# Conseil territorial de Saint-Martin
Mandature 2022-2027
Le Conseil territorial de Saint-Martin est l'assemblée délibérative unique gérant la collectivité d'outre-mer de Saint-Martin dans les Antilles françaises.

## Mode de scrutin
Le Conseil territorial de Saint-Martin est composé de 23 sièges pourvus pour cinq ans selon un système mixte à finalité majoritaire : il s'agit d'un scrutin proportionnel plurinominal combiné à une prime majoritaire d'un tiers des sièges attribuée à la liste arrivée en tête, si besoin en deux tours de scrutin. Les électeurs votent pour une liste fermée de 26 candidats, sans panachage ni vote préférentiel. Les listes doivent respecter la parité en comportant alternativement un candidat de chaque sexe.
Au premier tour, la liste ayant obtenu la majorité absolue des suffrages exprimés et un nombre de suffrages égal au quart des électeurs inscrits remporte la prime majoritaire, soit huit sièges. Les sièges restants sont alors répartis à la proportionnelle selon la règle de la plus forte
moyenne entre toutes les listes, y compris celle arrivée en tête.
Si aucune liste n'a recueilli la majorité absolue, un second tour est organisé entre toutes les listes ayant obtenu au moins 10 % des suffrages exprimés au premier tour. Les listes ayant obtenu au moins 5 % peuvent néanmoins fusionner avec les listes pouvant se maintenir. Si une seule voire aucune liste n'a atteint le seuil requis de 10 %, les deux listes arrivées en tête au premier tour sont qualifiées d'office. Après dépouillement des suffrages, la répartition des sièges se fait selon les mêmes règles qu'au premier tour, les seules différences étant que la prime majoritaire est attribuée à la liste arrivée en tête qu'elle ait obtenu ou non la majorité absolue et les voix de 25 % des inscrits, et que la répartition des sièges n'a lieu qu'entre les partis en lice au second tour,,.

## Conseil exécutif
Le conseil exécutif est composé du président du conseil territorial qui le préside, de quatre vice-présidents et de deux autres conseillers.

## Élections

### Élections des1eret 8 juillet 2007
Cinq listes se sont présentées lors de ces élections :
- Liste Union pour le Progrès, conduite par Louis-Constant Fleming (UMP), qui a obtenu 16 conseillers territoriaux.
- Liste Rassemblement Responsabilité Réussite, conduite par Alain Richardson (DVG) qui a obtenu 6 conseillers territoriaux.
- Liste Réussir Saint-Martin, conduite par Jean-Luc Hamlet (DVD) qui a obtenu 1 conseiller territorial.
- Liste Alliance, conduite par Dominique Riboud, non qualifiée pour le 2d tour.
- Liste Alliance démocratique pour Saint-Martin, conduite Wendel Cocks, non qualifiée pour le 2d tour.

### Élections des 18 et 25 mars 2012
Les élections pour le conseil territorial se sont déroulées les 18 et 25 mars 2012.
Six listes se sont présentées lors de ces élections :
- Liste Rassemblement responsabilité réussite (RRR), conduite par Alain Richardson, qui a obtenu 17 conseillers territoriaux.
- Liste Team Daniel Gibbs 2012, conduite par Daniel Gibbs, qui a obtenu 6 conseillers territoriaux.
- Liste Union pour le progrès 2012 (UP), conduite par Louis-Constant Fleming (UMP), qui s'est désistée au 2d tour.
- Liste Movement for the Advancement of the People (MAP), conduite par Louis Mussington
- Liste Saint-Martin pour tous (SMPT), conduite par Marthe Ogoundélé-Tessi, non qualifiée pour le 2d tour.
- Liste Génération solidaire, conduite par Louis Jeffry, non qualifiée pour le 2d tour.

### Élections des 19 et 26 mars 2017
Les élections pour le conseil territorial se sont déroulées les 19 et 26 mars 2017.
Huit listes se sont présentées lors de ces élections :
- Liste Team Gibbs 2017, conduite par Daniel Gibbs, qui a obtenu 18 conseillers territoriaux.
- Liste Mouvement pour la justice et la prospérité (MJP), conduite par Louis Mussington, qui a obtenu 4 conseillers territoriaux.
- Liste En marche vers le progrès, conduite par Alain Richardson, qui a obtenu 1 conseiller territorial.
- Liste Generation Hope, conduite par Jules Charville, qui a fusionné sa liste avec celle de Louis Mussington au 2d tour.
- Liste Continuons pour Saint-Martin, conduite par la présidente sortante, Aline Hanson, non qualifiée pour le 2d tour.
- Liste Mouvement Citoyen Saint Martin (MOCSAM), conduite par Julien Gumbs, non qualifiée pour le 2d tour.
- Liste New Direction pour Saint-Martin, conduite par Jeanne Vanterpool, non qualifiée pour le 2d tour.
- Liste Soualiga Movement, conduite par Horace Whit, non qualifiée pour le 2d tour.

## Composition du conseil territorial

### Mandature juillet 2007 - mars 2012
| Conseiller                                              | Liste - Parti                         | Fonction                               |
| ------------------------------------------------------- | ------------------------------------- | -------------------------------------- |
| Frantz Gumbs                                            | Union pour le progrès                 | Président et Conseil exécutif          |
| Daniel Gibbs                                            | Union pour le progrès                 | 1er vice-président et Conseil exécutif |
| Claire Guion-Firmin                                     | Union pour le progrès                 | 2e vice-présidente et Conseil exécutif |
| Pierre Aliotti                                          | Union pour le progrès                 | 3e vice-président et Conseil exécutif  |
| Louis Jeffry                                            | Union pour le progrès                 | 4e vice-président et Conseil exécutif  |
| Alain Richardson                                        | Rassemblement Responsabilité Réussite | Membre du conseil exécutif             |
| Aline Hanson                                            | Rassemblement Responsabilité Réussite | Membre du conseil exécutif             |
| Annette Philips                                         | Union pour le progrès                 |                                        |
| Ida Zin-Ka-Ieu                                          | Union pour le progrès                 |                                        |
| Sylviane Judith                                         | Union pour le progrès                 |                                        |
| Richard Baray                                           | Union pour le progrès                 |                                        |
| Catherine Lake                                          | Union pour le progrès                 |                                        |
| Jean (ou Jean-David) Richardson                         | Union pour le progrès                 |                                        |
| Myriam Herault                                          | Union pour le progrès                 |                                        |
| Arnel Daniel                                            | Union pour le progrès                 |                                        |
| Carenne Mills                                           | Union pour le progrès                 |                                        |
| Rémy Williams (à partir de juillet 2008)                | Union pour le progrès                 |                                        |
| Guillaume Arnell                                        | Rassemblement Responsabilité Réussite |                                        |
| Noreen Brooks                                           | Rassemblement Responsabilité Réussite |                                        |
| Louis Mussington                                        | Rassemblement Responsabilité Réussite |                                        |
| Ramona Connor                                           | Rassemblement Responsabilité Réussite |                                        |
| Aline Jean-Paul (veuve Freedom) (à partir d'avril 2008) | Réussir Saint-Martin                  |                                        |
| Marthe Ogoundélé-Tessi                                  | Union pour le progrès                 |                                        |

### Mandature mars 2012 - mars 2017
| Conseiller               | Liste - Parti                         | Fonction                               |
| ------------------------ | ------------------------------------- | -------------------------------------- |
| Aline Hanson             | Rassemblement Responsabilité Réussite | Présidente et Conseil exécutif         |
| Guillaume Arnell         | Rassemblement Responsabilité Réussite | 1re vice-président et Conseil exécutif |
| Ramona Connor            | Rassemblement Responsabilité Réussite | 2e vice-présidente et Conseil exécutif |
| Wendel Cocks             | Rassemblement Responsabilité Réussite | 3e vice-président et Conseil exécutif  |
| Rosette Gumbs-Lake       | Rassemblement Responsabilité Réussite | 4e vice-présidente et Conseil exécutif |
| Daniel Gibbs             | Team Daniel Gibbs 2012                | Conseil exécutif                       |
| René-Jean Duret          | Rassemblement Responsabilité Réussite |                                        |
| Jeanne Rogers-Vanterpool | Rassemblement Responsabilité Réussite | Conseil exécutif                       |
| Alain Gros-Desormeaux    | Rassemblement Responsabilité Réussite |                                        |
| Rolande Questel          | Rassemblement Responsabilité Réussite |                                        |
| Louis Fleming            | Rassemblement Responsabilité Réussite |                                        |
| Nadine Jermin-Paines     | Rassemblement Responsabilité Réussite |                                        |
| Jean-David Richardson    | Rassemblement Responsabilité Réussite |                                        |
| Josiane Carty-Nettleford | Rassemblement Responsabilité Réussite |                                        |
| José Vilier              | Rassemblement Responsabilité Réussite |                                        |
| Valérie Picotin-Fontrose | Rassemblement Responsabilité Réussite |                                        |
| Antero Santos            | Rassemblement Responsabilité Réussite |                                        |
| Jean-Philippe Richardson | Rassemblement Responsabilité Réussite |                                        |
| Dominique Aubert         | Team Daniel Gibbs 2012                |                                        |
| Jules Charville          | Team Daniel Gibbs 2012                |                                        |
| Claire Manuel-Philips    | Team Daniel Gibbs 2012                |                                        |
| Christophe Henocq        | Team Daniel Gibbs 2012                |                                        |
| Maud Ascent-Gibbs        | Team Daniel Gibbs 2012                |                                        |

### Mandature mars 2017 - avril 2022
| Conseiller                                                                               | Liste - Parti                                       | Fonction                                |
| ---------------------------------------------------------------------------------------- | --------------------------------------------------- | --------------------------------------- |
| Daniel Gibbs                                                                             | Team Gibbs 2017                                     | Président et Conseil exécutif           |
| Valérie Damaseau                                                                         | Team Gibbs 2017                                     | 1re vice-présidente et Conseil exécutif |
| Yawo Nyuiadzy                                                                            | Team Gibbs 2017                                     | 2e vice-président et Conseil exécutif   |
| Annick Petrus                                                                            | Team Gibbs 2017                                     | 3e vice-présidente et Conseil exécutif  |
| Steven Patrick                                                                           | Team Gibbs 2017                                     | 4e vice-président et Conseil exécutif   |
| Sofia Carti                                                                              | Team Gibbs 2017                                     |                                         |
| Ambroise Lake                                                                            | Team Gibbs 2017                                     |                                         |
| Yolande Sylvestre                                                                        | Team Gibbs 2017                                     |                                         |
| Jean-Sébastien Hamlet                                                                    | Team Gibbs 2017                                     |                                         |
| Claire Manuel-Philips                                                                    | Team Gibbs 2017                                     |                                         |
| Alex Pierre                                                                              | Team Gibbs 2017                                     |                                         |
| Marie-Dominique Ramphort                                                                 | Team Gibbs 2017                                     | Conseil exécutif                        |
| Jean-Raymond Benjamin                                                                    | Team Gibbs 2017                                     |                                         |
| Maud Ascent-Gibbs                                                                        | Team Gibbs 2017                                     |                                         |
| Raj Charbhe                                                                              | Team Gibbs 2017                                     |                                         |
| Mireille Meus                                                                            | Team Gibbs 2017                                     |                                         |
| Dominique Riboud                                                                         | Team Gibbs 2017                                     |                                         |
| Pascale Alix-Laborde                                                                     | Team Gibbs 2017                                     |                                         |
| Louis Mussington                                                                         | Alliance pour la justice, l’espoir et la prospérité | Conseil exécutif                        |
| Marthe Ogoundele                                                                         | Alliance pour la justice, l’espoir et la prospérité |                                         |
| Jules Charville                                                                          | Alliance pour la justice, l’espoir et la prospérité |                                         |
| Bernadette Davis                                                                         | Alliance pour la justice, l’espoir et la prospérité |                                         |
| Alain Richardson (2017-2018) Ramona Connor (2018-2020) Alain Gros-Désormeaux (2020-2022) | En marche vers le progrès                           |                                         |

### Mandature avril 2022 - avril 2027
| Conseiller                 | Liste - Parti   | Fonction                               |
| -------------------------- | --------------- | -------------------------------------- |
| Louis Mussington           | RSM-Alternative | Président et Conseil exécutif          |
| Alain Richardson           | RSM-Alternative | 1er vice-président et Conseil exécutif |
| Frantz Gumbs               | RSM-Alternative | 2e vice-président et Conseil exécutif  |
| Dominique Louisy           | RSM-Alternative | 3e vice-présidente et Conseil exécutif |
| Michel Petit               | RSM-Alternative | 4e vice-président et Conseil exécutif  |
| Annick Petrus              | RSM-Alternative |                                        |
| Martine Beldor             | RSM-Alternative | Conseil exécutif                       |
| Raphael Sanchez Orozco     | RSM-Alternative |                                        |
| Valérie Damaseau           | RSM-Alternative |                                        |
| Valérie Fonrose            | RSM-Alternative |                                        |
| Marc-Gérald Menard         | RSM-Alternative |                                        |
| Bernadette Davis           | RSM-Alternative |                                        |
| Steven Cocks               | RSM-Alternative |                                        |
| Audrey Gil                 | RSM-Alternative |                                        |
| Arnel Daniel               | RSM-Alternative |                                        |
| Bernadette Venthou-Dumaine | RSM-Alternative |                                        |
| Daniel Gibbs               | Team Gibbs 2022 | Conseil exécutif                       |
| Mélissa Nicolas-Rembotte   | Team Gibbs 2022 |                                        |
| Philippe Philidor          | Team Gibbs 2022 |                                        |
| Marie-Dominique Ramphort   | Team Gibbs 2022 |                                        |
| Alain Gros-Desormeaux      | Team Gibbs 2022 |                                        |
| Jules Charville            | Génération Hope |                                        |
| Angeline Laurence          | Génération Hope |                                        |

## Composition du conseil exécutif

### De juillet 2007 à août 2008
Lors de la 1re du conseil territorial du 15 juillet 2007, le conseil exécutif a été élu :
- Louis-Constant Fleming, président du conseil territorial ;
- Marthe Ogoundélé-Tessi, 1re vice-présidente ;
- Daniel Gibbs, 2e vice-président ;
- Claire Guion-Firmin, 3e vice-présidente ;
- Pierre Aliotti, 4e vice-président ;
- Alain Richardson, membre du conseil exécutif ;
- Jean-Luc Hamlet, membre du conseil exécutif.

Louis-Constant Fleming est déclaré inéligible au poste de président pour un an,.

### D'août 2008 à mai 2009
Une nouvelle élection du conseil exécutif se tient le 7 août 2008 :
- Frantz Gumbs, président du conseil territorial ;
- Daniel Gibbs, 1er vice-président ;
- Claire Guion-Firmin, 2e vice-présidente ;
- Pierre Aliotti, 3e vice-président ;
- Louis Jeffry, 4e vice-président ;
- Alain Richardson, membre du conseil exécutif ;
- Marthe Ogoundélé-Tessi, membre du conseil exécutif.

L'élection d'août 2008 est invalidée par le Conseil d'État à la suite de deux recours déposés par Alain Richardson et Marthe Ogoundélé-Tessi.

### De mai 2009 à mars 2012
Une nouvelle élection du conseil exécutif se tient le 5 mai 2009 :
- Frantz Gumbs, président du conseil territorial ;
- Daniel Gibbs, 1er vice-président ;
- Claire Guion-Firmin, 22e vice-présidente ;
- Pierre Aliotti, 3e vice-président ;
- Louis Jeffry, 4e vice-président ;
- Alain Richardson, membre du conseil exécutif ;
- Aline Hanson, membre du conseil exécutif.

### D'avril 2012 à avril 2013
À la suite de l'élection territoriale de mars 2012, le conseil territorial s'est réuni le 1er avril 2012 pour élire le conseil exécutif :
- Alain Richardson, président du conseil territorial ;
- Aline Hanson, 1re vice-présidente ;
- Guillaume Arnell, 2e vice-président ;
- Ramona Connor, 3e vice-présidente ;
- Wendel Cocks, 4e vice-président ;
- Rosette Gumbs-Lake, membre du conseil exécutif ;
- Daniel Gibbs, membre du conseil exécutif.

### Du 17 avril 2013 à mars 2017
À la suite de l'arrêt du Conseil d'État déclarant Alain Richardson démissionnaire d'office et inéligible pour une durée de dix-huit mois pour avoir détenu un deuxième compte de campagne en dollars, une nouvelle élection se déroule le 17 avril 2013.
- Aline Hanson présidente du conseil territorial ;
- Guillaume Arnell, 1er vice-président, chargé du développement durable ;
- Ramona Connor, 2e vice-présidente, chargée de la politique sociale ;
- Wendel Cocks, 3e vice-président, chargé de l'économie ;
- Rosette Gumbs-Lake, 3e vice-présidente, chargée du développement humain ;
- Daniel Gibbs, membre du conseil exécutif.
- Jeanne Vanterpool, membre du conseil exécutif.

### Du 2 avril 2017 à avril 2022
À la suite de l'élection territoriale de mars 2017, le conseil territorial s'est réuni le 2 avril 2017 pour élire le conseil exécutif :
- Daniel Gibbs, président du conseil territorial ;
- Valérie Damaseau, 1re vice-présidente ;
- Yawo Nyuiadzi, 2e vice-président ;
- Annick Petrus, 3e vice-présidente ;
- Steven Patrick, 4e vice-président ;
- Marie-Dominique Ramphort, membre du conseil exécutif ;
- Louis Mussington, membre du conseil exécutif.

### Depuis le 3 avril 2022
À la suite de l'élection territoriale de mars 2022, le conseil territorial s'est réuni le 3 avril 2022 pour élire le conseil exécutif :
- Louis Mussington, président du conseil territorial ;
- Alain Richardson, 1re vice-président ;
- Frantz Gumbs, 2e vice-président ;
- Dominique Louisy, 3e vice-présidente ;
- Michel Petit, 4e vice-président ;
- Martine Beldor, membre du conseil exécutif ;
- Daniel Gibbs, membre du conseil exécutif.